# Pikku Myllyjärvi
Pikku Myllyjärvi är en sjö i Gällivare kommun i Lappland och ingår i Råneälvens huvudavrinningsområde.